# (9136) Lalande
(9136) Lalande (4886 T-1) – planetoida z pasa głównego asteroid okrążająca Słońce w ciągu 3,8 lat w średniej odległości 2,44 j.a. Odkryta 13 maja 1971 roku.